# 坂東一彦
坂東 一彦（ばんどう かずひこ、1954年もしくは1955年 - 2020年4月12日）は、日本のアマチュア野球選手（遊撃手）・指導者。社会人野球クラブチーム・BAN BASEBALL CLUB創設者。

## 経歴・人物
高校時代は大分県・津久見高の硬式野球部で小嶋仁八郎監督の下、副主将を務める。「切り込み隊長」の異名を持つ遊撃手として強力打線の一角を担い、3年生の1972年夏の中九州大会では7打席連続安打を記録。4年ぶり7回目の出場となった夏の甲子園大会では、準決勝の対明星高戦ではサヨナラ安打を打つなどの活躍を見せ、同高の夏の甲子園初優勝に貢献した。9月開催の日韓親善野球には水江正臣らとともに日本代表選手として出場した。他の同級生には中川信秀がいる。高校卒業後は社会人野球の九州産交でプレーした。
社会人でのプレー後、設立間もない大分県・大分雄城台高の硬式野球部の監督に就任。教え子には安藤優也がいる。
2008年には社会人野球クラブチームのBAN BASEBALL CLUB（大分市）を立ち上げ、2009年3月26日付で日本野球連盟に新規加盟。同チームに監督としても携わり、2017年には第12回JABA九州クラブ選手権大会の初制覇を達成した。
更には大分市内でスポーツジムや少年野球教室を行う「BANトレーニングクラブ」の経営も手掛けた。
BAN BASEBALL CLUB監督在任中の2020年4月、病気のため急死。65歳没。同チームが大分・福岡・佐賀の有志の7クラブで運営する北部九州リーグに参加していた縁もあり、同年12月6日にはBAN BASEBALL CLUB対北部九州リーグ選抜連合チームの、坂東の追悼試合が花林かいぞくスタジアムで執り行われた。